# 長崎遊園地
長崎遊園地（ながさきゆうえんち）は、長崎県長崎市大浜町にかつて存在した遊園地。長崎自動車の関連会社である株式会社長崎遊園地が運営。福田の長崎遊園地の愛称で親しまれた。

## 概要
昭和30年代、日本各地のバス会社は観光地の開発や施設の新設によって、自社定期路線の乗客増加を目論んでいた。長崎自動車もこれに倣い、長崎港西岸の国道202号線沿いに位置する西彼杵郡福田村（現、長崎市）小浦の海岸埋立地を整備して、1957年（昭和32年）3月16日に長崎自動車の子会社として株式会社長崎遊園地を設立。同年4月20日に、大型遊具14基を備えた本格的な子供向けレクリエーション施設長崎遊園地を開業する。
オープン当初は、長崎市内唯一の遊園地施設であった。観覧車、メリーゴーランド、ジェットコースターなどがあった。敷地面積約3万2千平方メートルで、最盛期には17基の大型遊具を備え、野外ステージやプール、海水浴場もあった。夏場にはチャーター船が停泊して海からの来園者もあったほか、ボートで渡る対岸にある通称「猿島」は定番のデートコースになっていた。
最盛期には年間204万人が入場したが、1995年に年間6万人を割り込んだ。
末期は、ドラマのロケ地になる一方、施設の老朽化などでハウステンボスや長崎オランダ村に押され来客数が減少。朝日放送のバラエティ番組『探偵!ナイトスクープ』の1996年6月7日放送分では、ひなびたテーマパークを紹介する通称「パラダイス」コーナーで取り上げられた。
1996年8月31日に営業を終了。

## 跡地等
その跡地は、福岡県のマンションデベロッパー・ユニカにより、ダイレックス福田店を併設した681戸のマンション「コアマンションマリナシティ長崎」として1999年に再開発された。また、同年4月には稲佐警察署小浦町交番が名称を「福田交番」と改め、元の遊園地の一角に移設されている。
なお、長崎自動車の関連会社「みらい長崎」が運営する複合商業施設「みらい長崎ココウォーク」にある観覧車は、遊園地の象徴である観覧車の復活の意味合いで建造されている。